# Moyencourt
Moyencourt és un municipi francès situat al departament del Somme i a la regió dels Alts de França. L'any 2016 tenia 315 habitants.

## Demografia

### Població

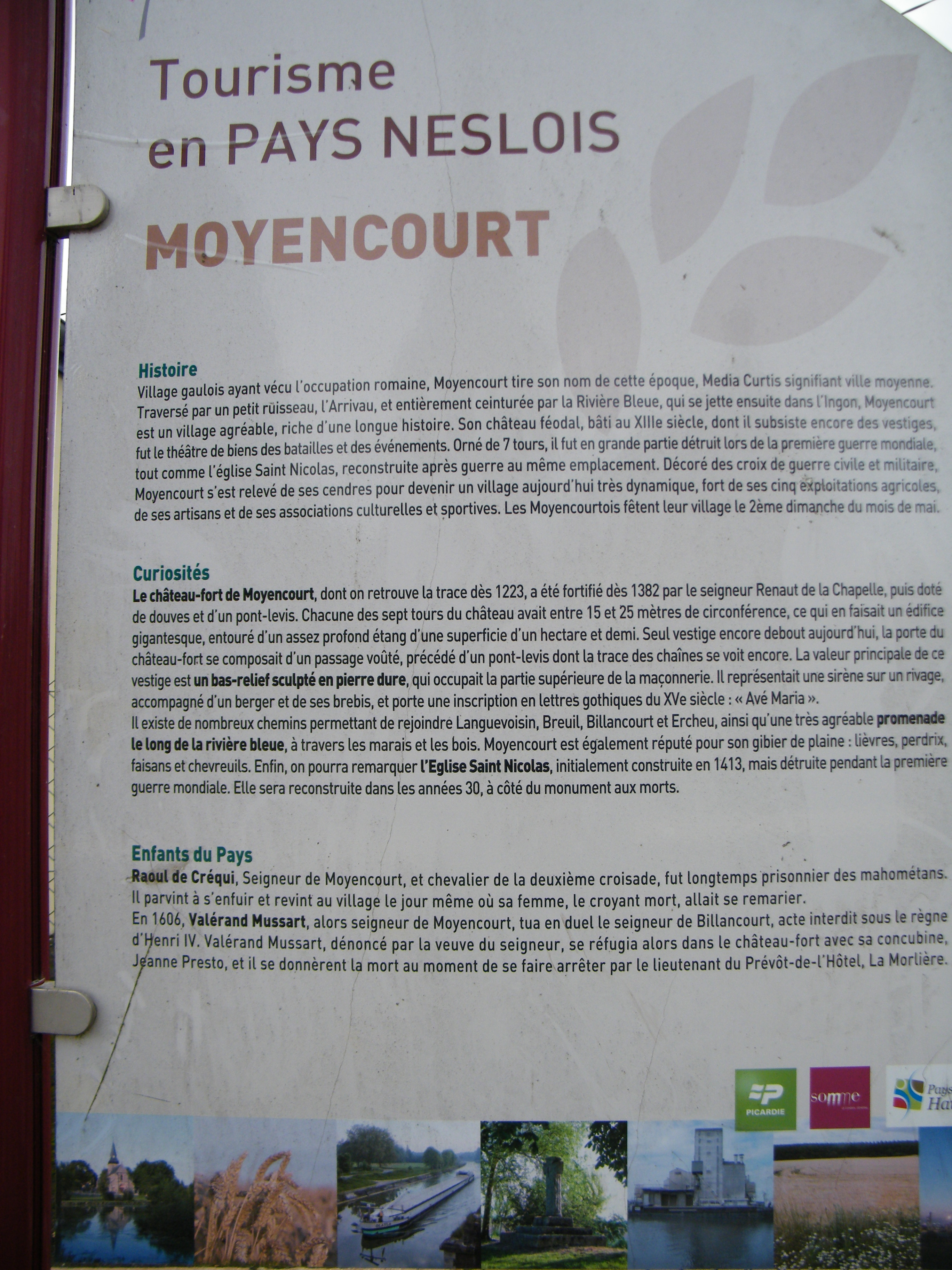

El 2007 la població de fet de Moyencourt era de 296 persones. Hi havia 118 famílies de les quals 24 eren unipersonals (8 homes vivint sols i 16 dones vivint soles), 47 parelles sense fills i 47 parelles amb fills.

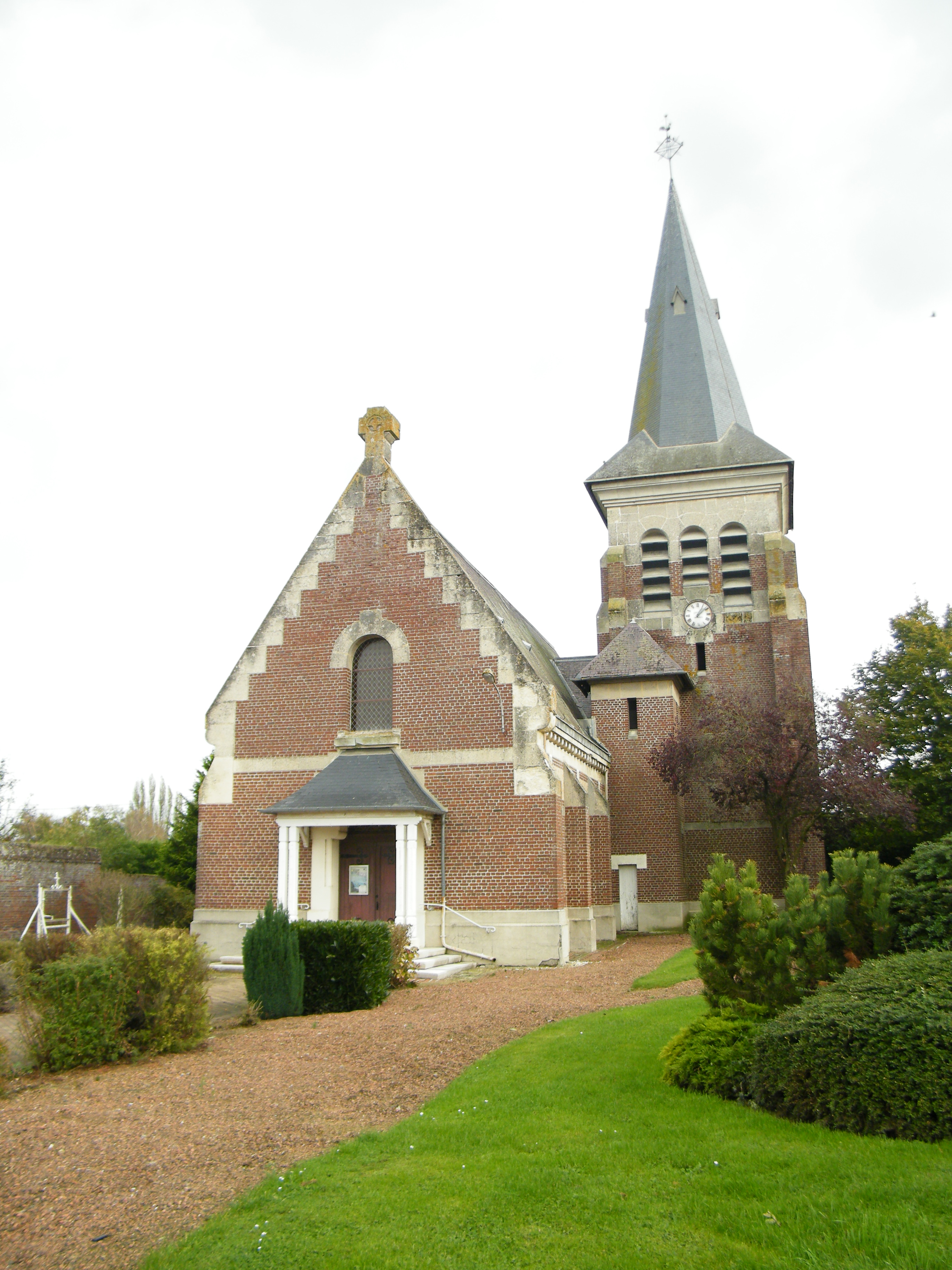

La població ha evolucionat segons el següent gràfic:
Habitants censats

### Habitatges
El 2007 hi havia 140 habitatges, 116 eren l'habitatge principal de la família, 9 eren segones residències i 15 estaven desocupats. 132 eren cases i 7 eren apartaments. Dels 116 habitatges principals, 102 estaven ocupats pels seus propietaris i 15 estaven llogats i ocupats pels llogaters; 4 tenien una cambra, 4 en tenien dues, 17 en tenien tres, 28 en tenien quatre i 64 en tenien cinc o més. 90 habitatges disposaven pel capbaix d'una plaça de pàrquing. A 55 habitatges hi havia un automòbil i a 46 n'hi havia dos o més.

### Piràmide de població

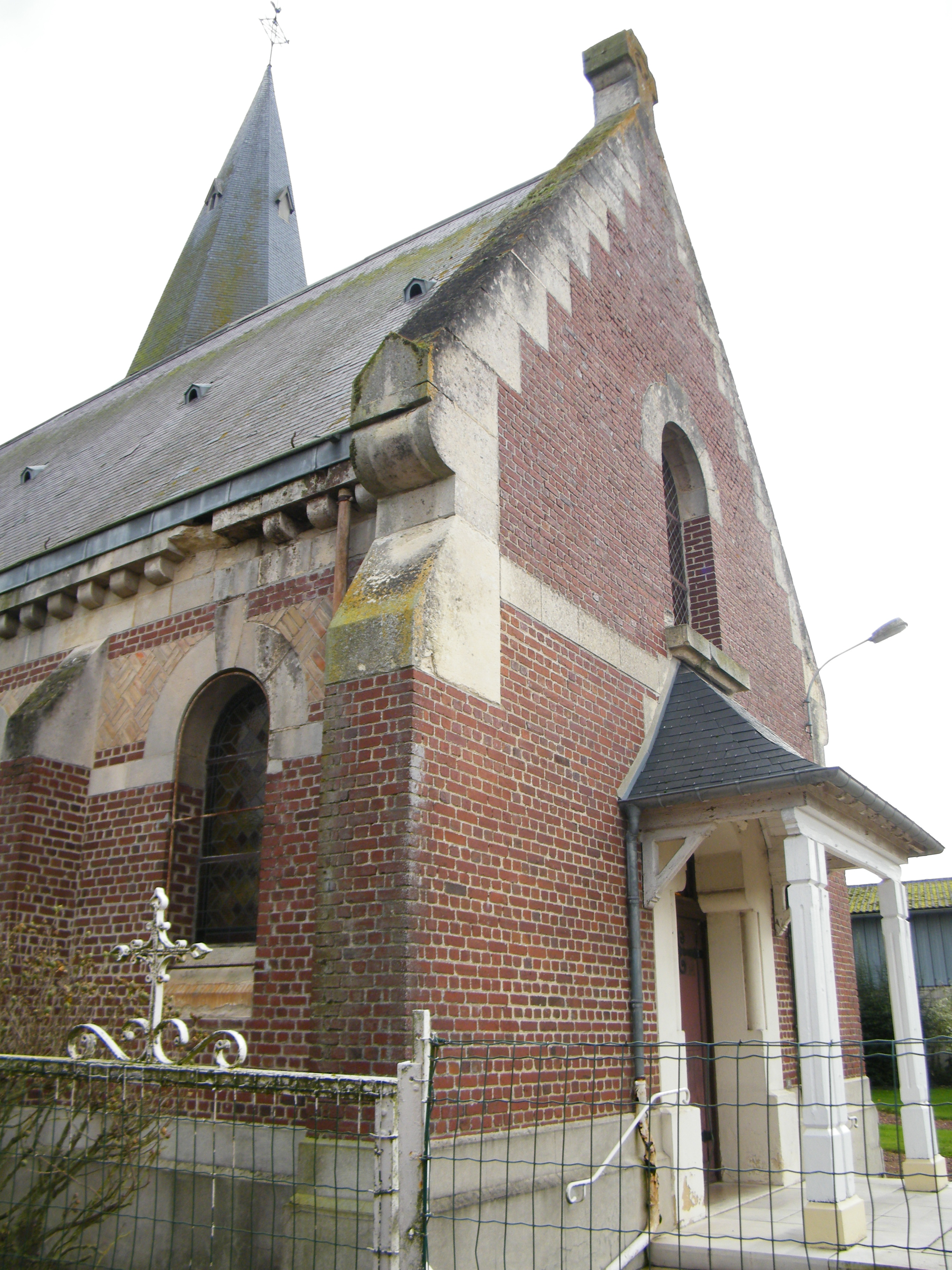

La piràmide de població per edats i sexe el 2009 era:
| Homes | Edats   | Dones |
| ----- | ------- | ----- |
| 0     | 95 o +  | 0     |
| 0     | 90 a 94 | 0     |
| 0     | 85 a 89 | 8     |
| 0     | 80 a 84 | 0     |
| 16    | 75 a 79 | 8     |
| 0     | 70 a 74 | 4     |
| 4     | 65 a 69 | 16    |
| 4     | 60 a 64 | 8     |
| 12    | 55 a 59 | 8     |
| 8     | 50 a 54 | 20    |
| 8     | 45 a 49 | 4     |
| 8     | 40 a 44 | 0     |
| 8     | 35 a 39 | 12    |
| 8     | 30 a 34 | 4     |
| 8     | 25 a 29 | 0     |
| 8     | 20 a 24 | 0     |
| 4     | 15 a 19 | 4     |
| 4     | 10 a 14 | 20    |
| 8     | 5 a 9   | 12    |
| 4     | 0 a 4   | 0     |

## Economia

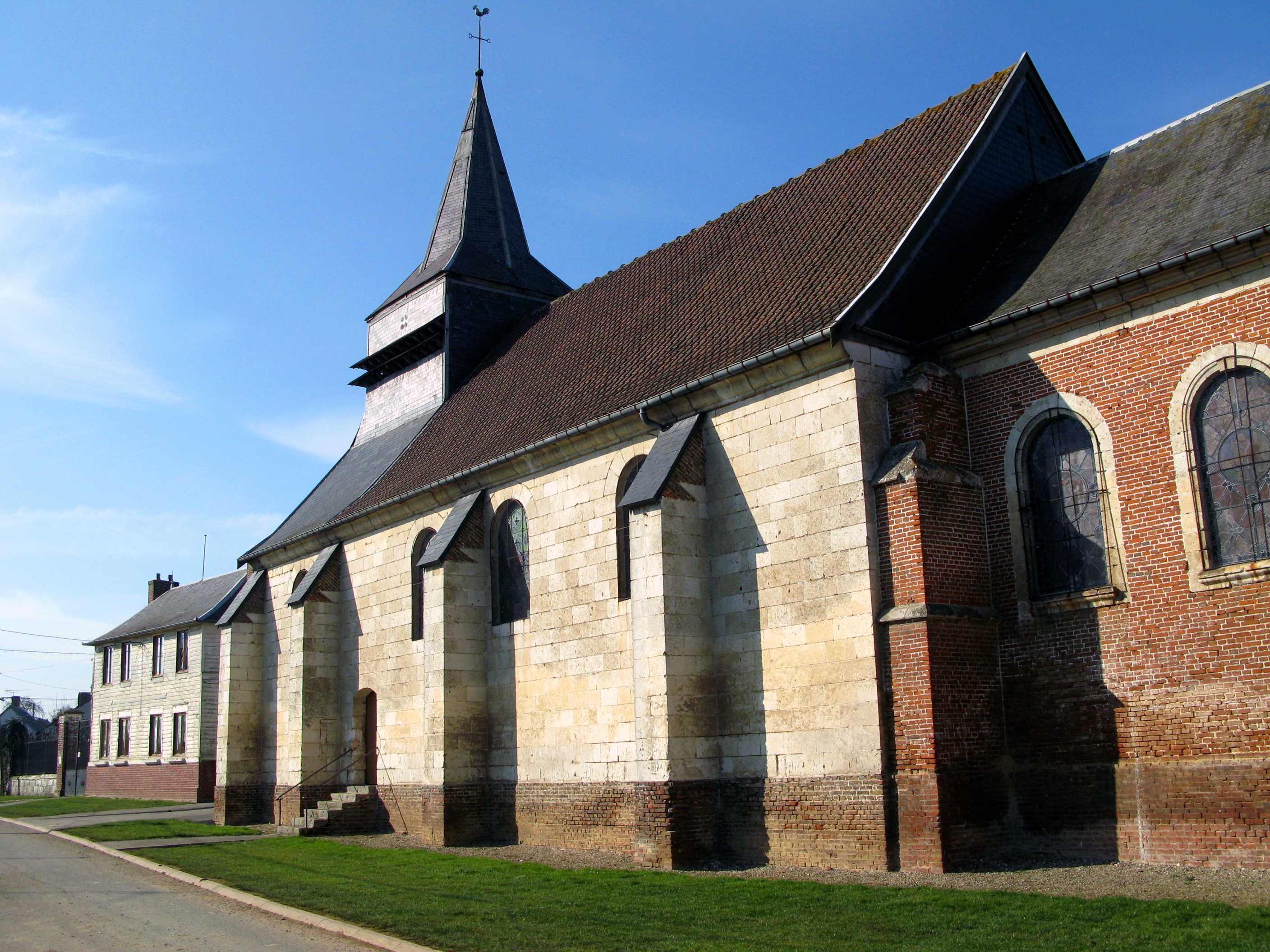

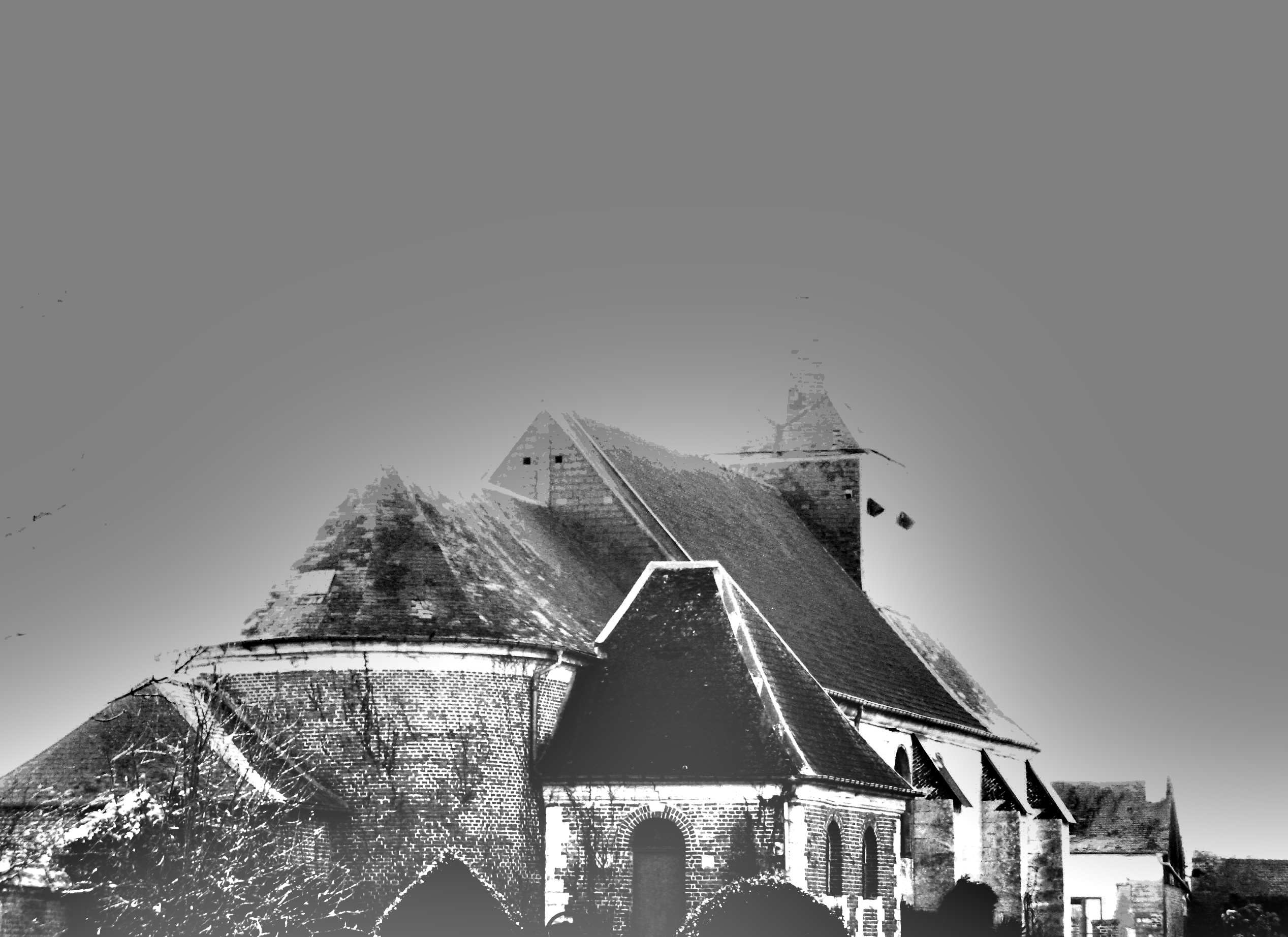

El 2007 la població en edat de treballar era de 177 persones, 122 eren actives i 55 eren inactives. De les 122 persones actives 106 estaven ocupades (67 homes i 39 dones) i 17 estaven aturades (9 homes i 8 dones). De les 55 persones inactives 22 estaven jubilades, 10 estaven estudiant i 23 estaven classificades com a «altres inactius».

### Ingressos
El 2009 a Moyencourt hi havia 116 unitats fiscals que integraven 282,5 persones, la mediana anual d'ingressos fiscals per persona era de 14.897 €.

### Activitats econòmiques
Dels 5 establiments que hi havia el 2007, 2 eren d'empreses de fabricació d'altres productes industrials, 1 d'una empresa de comerç i reparació d'automòbils, 1 d'una empresa d'informació i comunicació i 1 d'una empresa immobiliària.
L'únic servei als particulars que hi havia el 2009 era un taller de reparació d'automòbils i de material agrícola.
L'any 2000 a Moyencourt hi havia 4 explotacions agrícoles que ocupaven un total de 224 hectàrees.

## Poblacions més properes

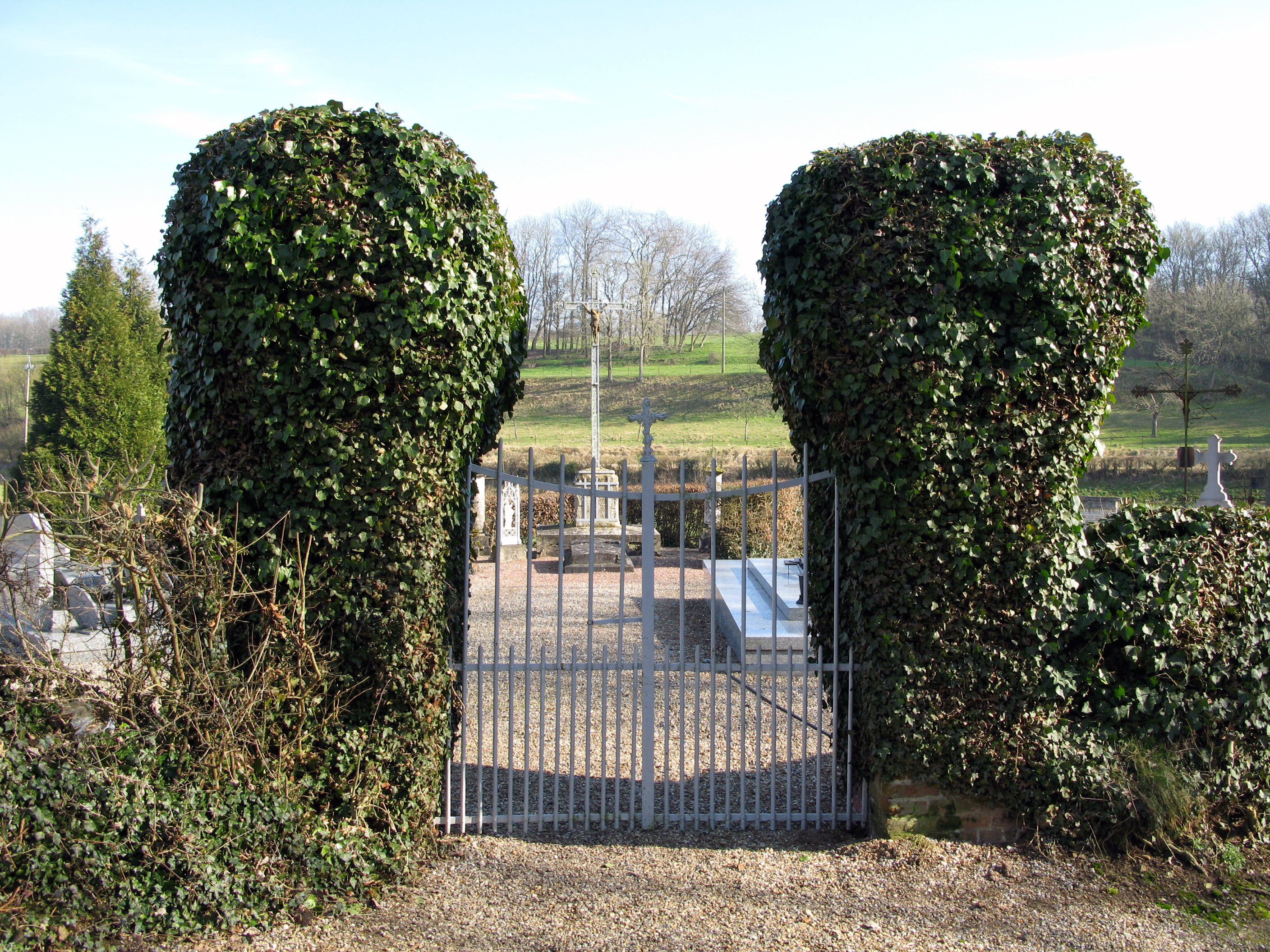

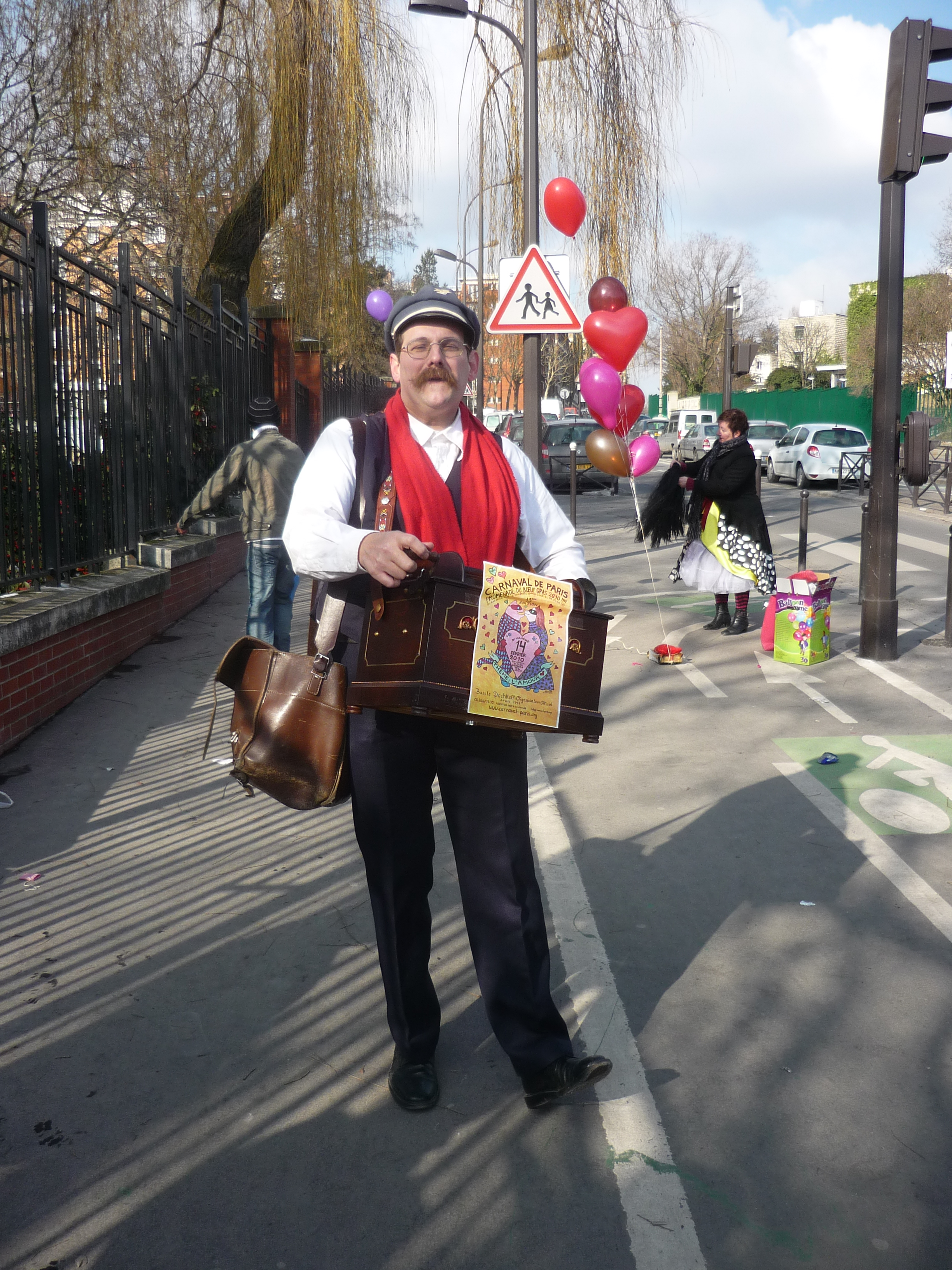

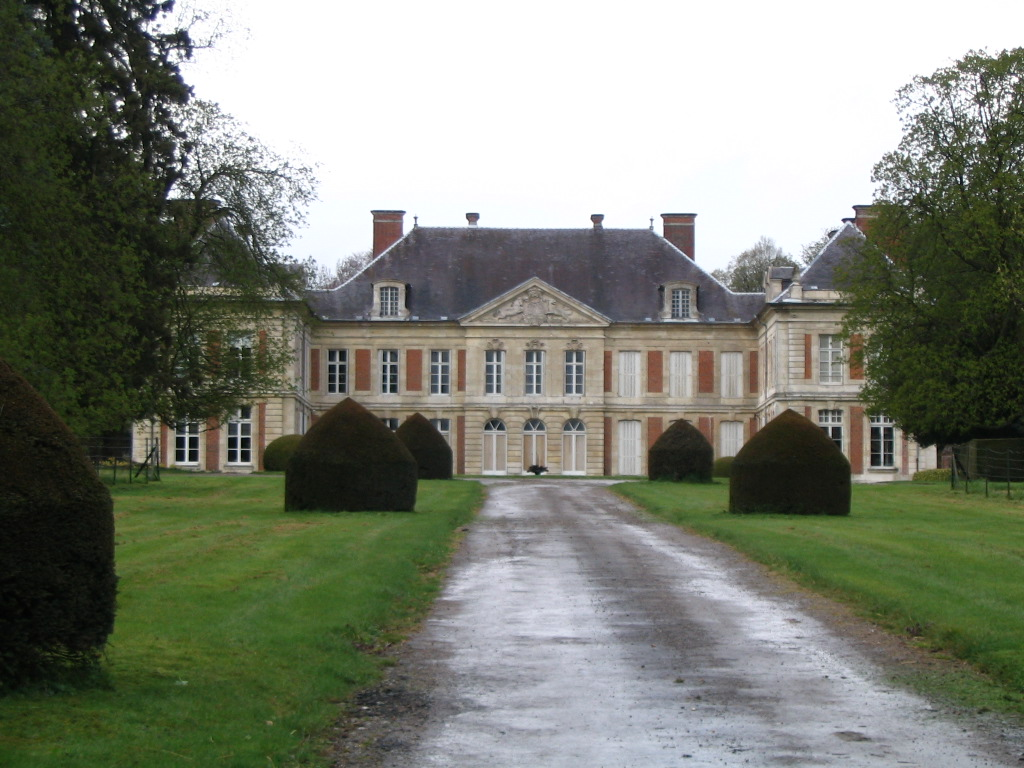

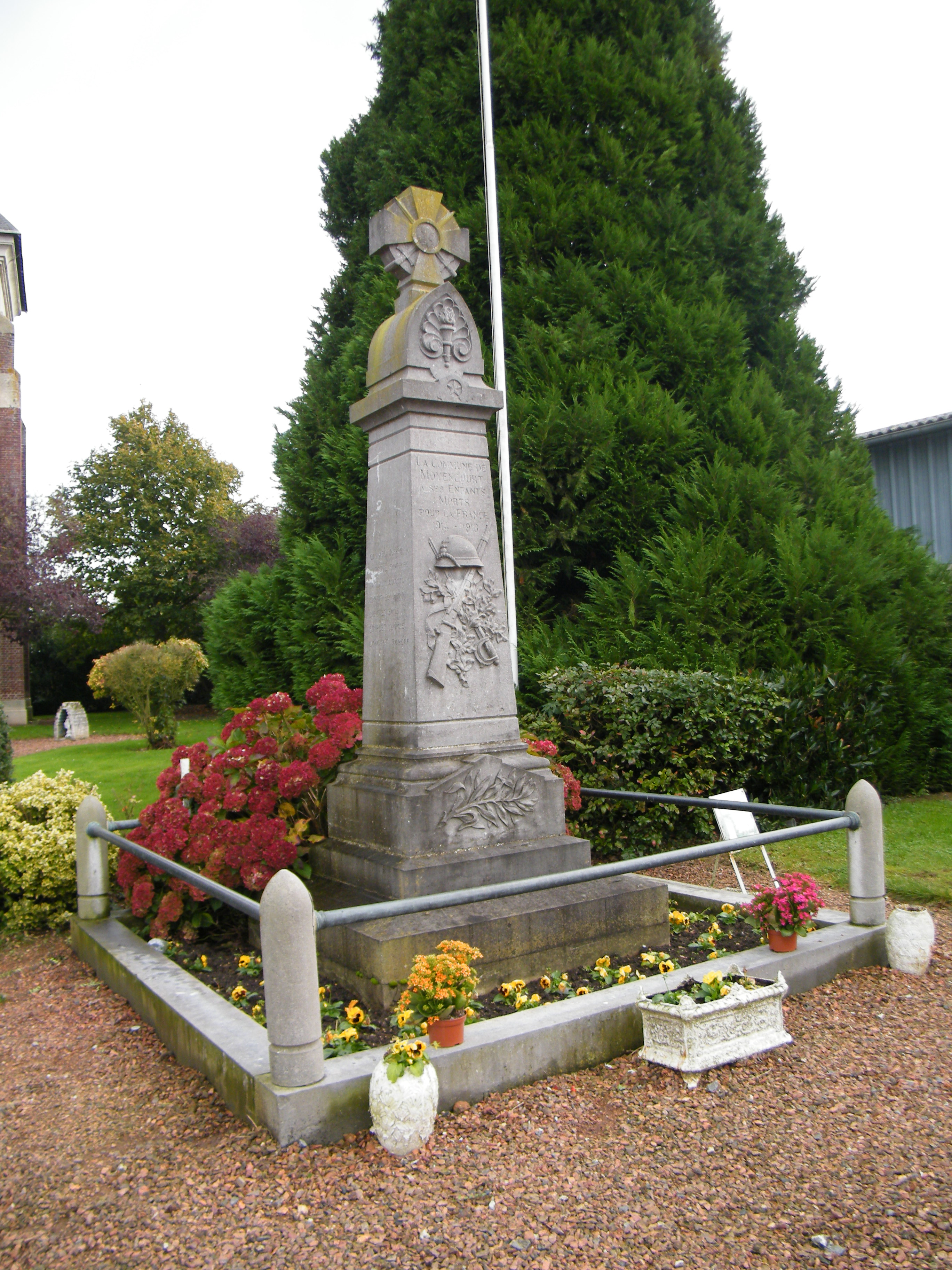

El següent diagrama mostra les poblacions més properes.

## Referències

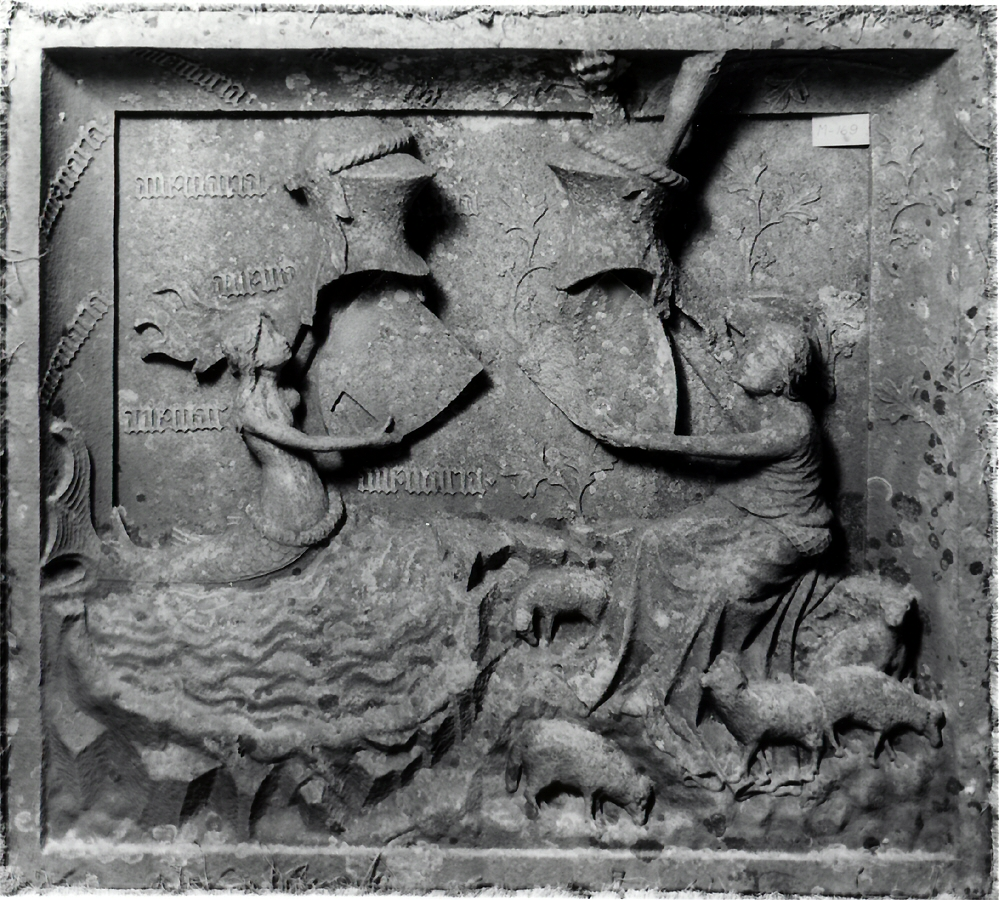